# Fempropionato de nandrolona
Fempropionato de nandrolona, ou fenilpropionato de nandrolona, (nome comercial Durabolin), é um esteroide anabolizante, androgênico e um éster da nandrolona. É vendido em vários países pelo mundo, incluindo Reino Unido e Canadá, e junto do decanoato de nandrolona (Deca-Durabolin), é um dos ésteres mais vendidos da nandrolona.

## Farmacologia

### Farmacodinâmica
O fempropionato de nandrolona é um éster da nandrolona, porém, também pode ser considerada como uma pró-droga da nandrolona. De qualquer forma, é um esteroide anabolizante e é considerado como agonista do receptor androgênico.

### Farmacocinética
O fempropionato de nandrolona é convertido em nandrolona, dentro de nosso corpo, após o metabolismo.

## História
O fempropionato de nandrolona foi introduzido no mercado em 1959. Foi a primeira forma de nandrolona a ser introduzida no mercado, prosseguida do decanoato de nandrolona, que foi introduzido no mercado em 1962.

## Sociedade e cultura

### Nome genérico
Fenilpropionato de nandrolona é o nome adotado pelos britânicos, enquanto fempropionato de nandrolona é o nome adotado pelos norte-americanos e pelos brasileiros.

### Nomes no mercado
O éster fempropionato de nandrolona é comercializado no mercado sob diversos nomes, incluindo Durabolin, Fenobolin, Activin, Deca-Durabolin (mesmo não sendo o éster decanoato de nandrolona algumas pessoas costumam comercializar o fempropionato com este nome), Evabolin, Grothic, Hybolin Improved, Metabol, Nerobolil, Neurabol, Norabol, Noralone, Sintabolin, Strabolene, Superanabolon, Turinabol e alguns outros.